# 保贊·祖傑
保贊·祖傑（英語：Bojan Jokić，1986年5月17日—），是一名斯洛文尼亞足球运动员，司职後衛，目前效力俄超球队烏法。

## 榮譽

### 哥利卡
- 斯洛文尼亞甲組聯賽: 2005-06

## 連結
- Player profile （页面存档备份，存于）
- Player profile （页面存档备份，存于）
- Player profile
- Career details （页面存档备份，存于）